# Торпедо (Москва)
«Торпе́до» (рос. «Торпедо») — російський футбольний клуб з міста Москва. Виступає у Футбольної Національної Ліги. Заснований у листопаді 1930 року як клуб автомобільного заводу «АМО», на базі футбольної команди РППК (Робітничий палац «Пролетарська кузня», яка була заснована в 1924 році). Найбільший розквіт клуб переживав у 1950-х та 1960-х роках. Починаючи 3 1938 року (4-й чемпіонат СРСР), брав участь у всіх чемпіонатах СРСР і Росії у вищій лізі, однак за пудсумками сезону-2006 вилетів вперше у своїй історії. У 2008 році не забарився виліт і з першого дивізіону ПФЛ і відхід групи провідних футболістів.
19 березня 2009 року рада Професіональної футбольної ліги повідомила про зняття команди «Торпедо» з чемпіонату. Сезон 2010 «Торпедо» провело у Другому дивізіоні ПФЛ.

## Колишні назви
- РППК (1924—1930)
- АМТ (Автомобільне московське товариство) (1930—1932)
- ЗІС (Завод імені Сталіна) (1933—1936)
- «Торпедо» (22 травня 1936—31 липня 1996)
- «Торпедо-Лужники» (31 липня 1996—6 серпня 1996, 14 серпня 1996—1998)
- «Торпедо-Лужники-Москва»[1] (6 серпня 1996—14 серпня 1996).
- «Торпедо» (з лютого 1998 року)

## Історія

### Створення команди і виступи у групі «Б»
Предком «Торпедо» можна вважати «Пролетарську кузню» — робітничий клуб, який на поч. 1920-х років об'єднав молодь заводів «Динамо», «Парострой» і АМО (майбутній ЗІС). У 1924 році там створено гурток фізкультури із секціями легкої атлетики, городків та футболу.
Згодом футбольну команду заявили у другу групу першості Москви. У 1927 р. «Пролетарська кузня» зайняла там 1 місце, перемогла у перехідному матчі і ввійшла до першої групи. Серед найсильніших колектив регулярно посідав 3-4 місця, змагаючись з «Динамо», «Красною Прєснею», «Металургом» та ЦДЧА.
У листопаді 1930 р. автозавод імені Сталіна (ЗІС) організував власний клуб. Обов'язки тренера виконував С. Троїцький, а тренером-гравцем був Віктор Маслов. Через рік на пост наставника прийшов С. В. Бухтєєв. Він намагався удосконалити гру «Торпедо» у нападі, відійшовши від звичних п'ять у лінію. Команда виграла всесоюзний турнір серед профспілок, але Бухтєєв залишив клуб. Склад, який він награвав, лишався практично незмінним протягом наступних 3 років.
Коли в 1936 році вирішили провести перший чемпіонат СРСР, «Торпедо» включили до групи «Б». Оскільки перший чемпіонат був експериментальним, то складався з 2 турнірів - весняного і осіннього. Навесні москвичі виступили непогано, посівши 2-е місце — перемогу у групі «Б» вибороло «Динамо» (Тбілісі). Восени команда фінішувала лише четвертою.
До «Торпедо» повертається С. В. Бухтєєв, який до того тренував горьковське «Динамо». Ветерани згадували, як наставник виводив команду на новий рівень — проводив тактичні лікбези і ввів 2-разові тренування, що стало чимось новим для «Торпедо». Найдосвідченішим футболістом колективу в ті роки був В. Єпішин — технічний і вправний оборонець, який свого часу виступав за збірні Ленінграду та Москви.

### «Торпедо» у вищій лізі СРСР (1938–1942)
Сезон 1937 команда завершила на 6 позиції в групі «Б». Наступного року найвищу лігу розширили до 26 клубів і провели першість в одне коло. До класу найсильніших увійшло «Торпедо» і залишилось там аж до останнього чемпіонату СРСР, жодного разу не покинувши вищу ліги.
З сезону 1938 радянські команди все частіше застосовують тактику «дубль-ве» у нападі. Одним з найбільших прихильників новаторських нововведень був тренер автозаводців Бухтєєв. У першому сезоні серед найсильніших москвичі посіли 9 місце. Виділявся т. зв. магічний квадрат у середині поля: інсайдів Костянтина Разанцева і Петра Петрова з тилу підтримували півзахисники Віктор Маслов і В. Єршов. У сезоні 1938 опублікували вперше список 55 найкращих. Із «Торпедо», яке фінішувало 9-м, туди потрапило троє футболістів: півзахисник Іван Кочетков (№3), правий напівсередній (інсайд) Костянтин Рязанцев (№4) і правий півзахисник Віктор Маслов під №5.
У чемпіонаті 1939 року брало участь 14 команд. Головною метою «торпедівців» було залишитись у класі найсильніших. Але після 10 турів клуб йшов передостаннім. Було звільнена Бухтєєва, а на його місце прийшов Костянтин Павлович Квашнін. «Торпедо» у другому колі заграло краще і зуміло посісти 9 місце. Найкращими бомбардирами команди стали Петро Петров (12 голів) та Георгій Жарков (13). Наступного року автозаводці опустилися ще нижче - на 11 місце. За класом вони значно поступалися авангарду московського футболу: «Динамо», «Спартаку», ЦДЧА і «Локомотиву».
Після блідих результатів футбольні чиновники вирішили створити ніби збірні з найкращих гравців радянських профспілок. У турнірі 1941 року стартували команди «Профсоюзи-1» і «Профсоюзи-2». Частина «торпедівців» опинилася у першому (теоретично сильнішому колективі), частина - у другому. Як відомо, чемпіонат не закінчили через початок Німецько-радянської війни.
Футболісти брали участь у евакуації заводу за межі Москви. Захисник Кочетков пішов на фронт і після війни захищав кольори ЦДЧА. Рязанцев перейшов до московського Спартака. Закінчив виступи ветеран В. Поляков.

### Післявоєнний час (1942–1953)
Перші ігри у столиці Радянського Союзу почали організовувати вже у 1942 році. Регулярно проводили першість Москви. Її «торпедівці» виграли у 1944 році. Того ж року команда досягла найбільшого на той час успіху у Кубку СРСР — півфінал, а Микола Ільїн став першим футболістом «Торпедо», який удостоївся звання заслуженого майстра спорту.
Головним тренером клубу у післявоєнні роки був Віктор Олександрович Маслов. За команду почав виступати талановитий нападник Олександр Пономарьов. Москвичі завоювали бронзу, але відставання від другої команди — ЦДЧА склало аж 12 очок. У 1946 році команда фінішувала четвертою, а Пономарьов став найкращим бомбардиром чемпіонату СРСР, за що отримав звання заслуженого майстра спорту. У півобороні дебютував Ю. Чайко. Наступного року колектив поповнився ще двома сильними футболістами — крайнім правим нападником Антоніном Сочнєвим і оборонцем Авґустіном Ґомесом (баск, який залишився у СРСР після турне юнацької збірної Басконії у 1937 році). Надійним воротарем був Анатолій Акімов, у середині поля виступали П. Соломатін і Ю. Чайко. Чимало забивав Пономарьов. Клуб стабільно виступав у чемпіонаті СРСР: 5 місце у 1947 і 1948 роках, 4 позиція у 1949 році.
У 1947 році автозаводці вперше у своїй історії потрапили до фіналу Кубка країни, перемігши тбіліське «Динамо» у чвертьфіналі і ЦДЧА у півфіналі. Але у вирішальній грі сильнішим виявився «Спартак» (Москва), який виграв фінал з рахунком 2:0.
Перший трофей клуб завоював у 1949 році — здобуто Кубок Радянського Союзу. Команда повторила цей успіх у 1952 році. Покинув «Торпедо» його капітан Олександр Пономарьов, закінчив кар'єру останній із сузір'я довоєнних зірок — Георгій Жарков.

### Покоління чемпіонів (1953–1967)

#### 1953–1959 - наставник Маслов
Зміна поколінь і омолодження клубу продовжувались — у 1953 році в «Торпедо» дебютував 19-річний Валентин Іванов — перший з футболістів та лідерів, які формуватимуть обличчя клубу у 50-х та 60-х роках. Наступного року тренери запросили до команди юного Едуарда Стрєльцова. Ця пара увійшла до історії як перші «торпедівці», яких запросили до збірної СРСР — це сталося у 1955 році. Наступного року в колектив влились оборонець Леонід Островський і нападник Слава Метревелі, трохи згодом — Геннадій Гусаров. Коли у 1957 до команди повернувся наставник Віктор Маслов, у його розпорядженні був повний набір класних виконавців. Спроба стати чемпіоном наштовхнулась на чудову гру московського «Динамо». Динамівці впевнено діяли в обороні, пропустивши за весь сезон лише 15 голів. «Торпедо», наприклад, пропустило 23 і відстало від золотого призера на 8 очок. Регулярно входили до списку 33 найкращих Валентин Іванов і Едуард Стрєльцов, Леонід Островський став надійним оплотом захисту команди.
Наступного року в команді дебютував форвард Геннадій Гусаров і така оптимальна кількість забивних футболістів дала можливість тренерам остаточно відмовитись від гри із п'ятьма нападниками і перейти до чотирьох. У середині того ж сезону 1958 прикрий інцидент стався зі Стрєльцовим, якого у результаті заарештували і посадили до в'язниці. Клуб втратив одну з ключових фігур. Команда опустилась на 7 місце. У чемпіонаті 1959 «Торпедо» фінішувало п'ятим, відзначившись малою кількістю пропущених голів. Остаточно сформувалась лінія оборони команди: А. Медакін — В. Шустіков — Л. Островський. Перші поєдинки провів півоборонець Валерій Воронін.
У Кубку два роки поспіль неподоланною стіною став московський «Спартак» — у турнірі 1957 розгромивши у чвертьфіналі «Динамо» (Тбілісі) 6:1 (5 м'ячів провів Стрєльцов, один — Метревелі), автозаводці зустрілись у півфіналі зі спартаківцями і поступились з мінімальним рахунком — 0:1. Наступного року ті самі клуби зустрілися вже у фіналі, але знову переміг «Спартак» (Москва) 1:0.

#### 1960 – «Торпедо» вперше виграє чемпіонат
Першим роком тріумфу і датою, яка золотими літерами вписана у історію «Торпедо», став 1960 рік. Федерація футболу СРСР вирішила провести турнір у двох підгрупах, звідки по 3 найкращі команди виходили у фінальний турнір. Москвичі впевнено виграли свою підгрупу і потрапили до шістки найсильніших. Там торпедівці до останніх турів йшли на рівні з «Динамо» (Київ) і все вирішив матч між цими колективами у Києві за тур до кінця чемпіонату. Кияни на власному полі поступились 1:2, і Торпедо вперше стало чемпіоном Радянського Союзу. Буквально через два тижні автозаводці зробили дубль — у фіналі Кубка вони у драматичному поєдинку вирвали перемогу у тбіліського «Динамо» вже у додані хвилини — 4:3 (Іванов і Гусаров забили по 2 голи). Вперше таким численним було представництво «Торпедо» у списку «33 найкращих» — 10 гравців. Під першими номерами туди потрапили правий крайній нападник Слава Метревелі і правий напівсередній Валентин Іванов. Під другими: оборонці О. Медакін, В. Шустіков та Л. Островський, півоборонці Валерій Воронін і М. Маношин та нападники Геннадій Гусаров і Б. Батанов. Номер 3 серед лівих крайніх форвардів зайняв О. Сергєєв. Приз газети «Труд» найкращому бомбардирові отримав Геннадій Гусаров за 6 голів у фінальному турнірі (12 всього), поділивши цю нагороду із тбілісцем Зауром Калоєвим (20 голів, але без голів у фінальній групі).
Серед тактичних новинок варто виділити розстановку «Торпедо» під час атаки і спосіб переходу до оборони. Нападники москвичів постійно шукали вільний простір і рухалися, що ускладнювало завдання їхнім опонентам. Схему гри команди можна було назвати 3-3-4, позаяк повністю «бразильську» схему 4-2-4 «Торпедо» не перейняло - бракувало четвертого оборонця. Команда гра із трьома чистими захисниками, а під час оборони назад відходив Валерій Воронін, який ставав ніби четвертим захисником (пізніше подібну позицію назвали передній стоппер чи опорний півзахисник). Команда-чемпіон виявилась дуже молодою — найстаршому футболістові було заледве 26 років. Невідомо було чи втримають юні гравці найвищий рівень гри на у наступні роки.
Сезон 1961 «Торпедо» розпочало у ролі безумовного фаворита. Команда виграла турнір своєї підгрупи і потрапила до десятки найкращих. На вирішальному відрізку гравці не витримали навантажень і програли ряд важливих поєдинків. «Торпедо» стало віце-чемпіоном, пропустивши вперед «Динамо» (Київ). Увійшовши до фіналу Кубка СРСР, автозаводці поступились донецькому «Шахтарю» — 1:3. Найкращим голеадором став Гусаров — 22 забиті м'ячі.
Перед чемпіонатом-62 залишив клуб багаторічний наставник, який зробив його чемпіоном — Віктор Маслов. Сезон «Торпедо» провело на середньому рівні, зайнявши 7 місце. Тренери не були задоволені ігровою формою зірок Вороніна, Медакіна, Островського, Метревелі та Іванова. Після завершення першості чимало провідних футболістів покинуло команду — Слава Метревелі перейшов до «Динамо» (Тбілісі), Леонід Островський перебрався до Києва, а Геннадій Гусаров пішов у московське «Динамо».
Наступного року чемпіонат провели за участю 20 команд — «Торпедо» фінішувало десятим. Чемпіонат команда пройшла нерівно. У списку «33 найкращих» — троє торпедівців: Воронін, Іванов та Шустіков. Усі під номером 1.

#### 1965 – Повернення Стрєльцова і друге чемпіонство
Перед сезоном 1964 команда поповнилась великою кількістю виконавців, які мали замінити колишніх лідерів. Несподівано «Торпедо» знову заграло потужно і до останнього матчу боролося з тбіліським «Динамо» за чемпіонство. Остаточно вони набрали по 46 очок і команди мусіли проводити «золотий» матч за перше місце, який зіграли на нейтральному полі — у Ташкенті. Основний час завершився нічиєю 1:1, але у додатковий час «Торпедо» посипалось і пропустило 3 голи — 1:4. Блискучий сезон провів Валерій Воронін, який став лідером збірної СРСР на чемпіонаті Європи, що відбувся того року — там радянська команда здобула «срібло». У 1964 році вперше провели опитування спортивних журналістів країни на найкращого гравця СРСР — ним став Воронін.
Чемпіонат 1965 року почався з поразки у Баку від місцевого «Нафтовика» — 0:3. Але згодом гра стабілізувалась, завдяки, зокрема, поверненню до команди Едуарда Стрєльцова. Та поразка так і залишилася єдиною у першому колі — москвичі лідирували після першої половини чемпіонату. Перевагу над київськими «динамівцями» вдалося зберегти до кінця сезону — «Торпедо» вдруге стало чемпіоном! Диригентом атак був Стрєльцов, який напрочуд швидко орієнтувався на полі і точними передачами виводив партнерів на ударні позиції.
Завдяки перемозі у чемпіонаті москвичі стали першим радянським клубом-учасником єврокубків. У сезоні 1966/67 вже у першому раунді Кубка європейських чемпіонів жереб звів їх з дворазовими володарями цього трофею — міланським «Інтером». Італійська команда славилася невеликою результативністю і міцною оборонною тактикою «катеначчо», яку використовував наставник Еленіо Еррера. Перша гра пройшла у Мілані і завершилась з мінімальною перевагою господарів — 1:0. Натомість московський матч-відповідь не приніс голів — 0:0.

### 1967–1991
Наступного, 1966 року останні ігри за клуб провели Борис Батанов та Валентин Іванов. Команда опустилася на 6-е місце. в кінці шістдесятих - на початку сімдесятих років завершили кар'єру Валерій Воронін та Едуард Стрєльцов. Московський клуб став середняком чемпіонату, а найбільшою зіркою команди був Віктор Банніков — колишній воротар «Динамо» (Київ), який хоча вже пройшов найкращі роки, став для оборони «торпедівців» дуже потрібним гравцем. Після 1972 року повісив бутси на цвях захисник-ветеран Віктор Шустіков — останній представник зіркового покоління 1960-х рр. Він встановив рекорд чемпіонатів СРСР за кількістю проведених ігор — 427. Цей рекорд тільки через 14 років поб'є київський динамівець Олег Блохін.
Клубу третій і останній раз вдалося стати чемпіоном у весняному чемпіонаті 1976 року (того року провели дві першості — навесні і восени). Головним тренером працював багаторічний нападник команди Валентин Козьмич Іванов, а помічником був Віктор Михайлович Шустіков. До списку «33 найкращих» за результатами 1976 року увійшли Віктор Круглов (№1), Володимир Сахаров (№2), Сергій Пригода (№3) і Володимир Бутурлакін (№3).
«Торпедо» виховало непогане покоління футболістів і на зламі 1980-х — 1990-х років, коли усьоме здобуло Кубок СРСР 1986 року і Кубок Росії 1993 року. У складі збірної Радянського Союза, яка перемогла на сеульській Олімпіаді-88, було семеро торпедівців.

### 1996—2015

Логотип клубу 1999—2009 роках

У 1996 році власник клубу — завод «ЗІЛ» продає «Торпедо» новому власнику ВАТ «Лужники», і клуб переїжджає зі стадіону «Торпедо» на Велику спортивну арену олімпійського комплексу Лужники. У 1999—2002 роках під керівництвом нового тренера Віталія Шевченка «Торпедо» стало одним з лідерів російського футболу. Команда показувала яскраву, самобутню гру. У 2000 році клуб завоював бронзові медалі чемпіонату. Проте потім «Торпедо» стало випробовувати все великі фінансові труднощі, і за підсумками 2006 року клуб вперше в своїй історії залишив вищий дивізіон вітчизняного футболу.
У 2008 році команда залишила перший дивізіон ПФЛ і її покинули кілька провідних футболістів. На початку 2009 року з'явилася інформація про можливе об'єднання «Торпедо» і футбольного клубу «Торпедо-РГ», що виступав в зоні «Захід» Другого дивізіону. Оскільки всі деталі були узгоджені, новий власник «Торпедо» Олександр Тукманов відзаявив свою команду з числа учасників Другого дивізіону. Однак в останній момент між сторонами виникли розбіжності, і об'єднання двох команд зірвалося. До того моменту всі терміни на повторне внесення заявки в ПФЛ були пропущені. У підсумку через прикру організаційну накладку команда тимчасово позбулася професійного статусу. У 2009 році «Торпедо» впевнено виграло Першість Росії серед ЛФК (третій дивізіон) в групі «А» зони «Москва» і повернуло собі статус професійного футбольного клубу.
7 грудня 2009 був підписаний контракт з новим головним тренером Сергієм Павловим. Однак через розбіжності з керівництвом він залишив пост, не пропрацювавши в підсумку й року. 15 серпня 2010 головним тренером чорно-білих став Ігор Чугайнов — початківець фахівець і торпедівській вихованець. 30 жовтня 2010 «Торпедо» вдома виграло ключовий матч у «Губкіна» і вийшло в Першість Футбольної Національної Ліги. У сезоні 2011/12 років «Торпедо» зайняло підсумкове восьме місце. 5 квітня 2012 Ігор Чугайнов був відсторонений від керівництва командою. Виконуючим обов'язки головного тренера став Михайло Бєлов, який працював до цього помічником Чугайнова. 22 листопада 2012 після відставки Бєлова біля керма команди встав Борис Ігнатьєв. У сезоні 2012–13 років «Торпедо» ледь уникнуло вильоту в другий дивізіон. Після закінчення чемпіонату був знову змінений головний тренер — замість Ігнатьєва прийшов 42-річний Володимир Казаков, що свого часу пограв в «Торпедо». Були придбані кілька футболістів, які мають досвід виступу на вищому рівні. Однак за 6 перших турів, автозаводці змогли набрати лише 2 очки, Казаков взяв провину на себе і подав у відставку.
5 вересня 2013 команду очолив Олександр Бородюк. При ньому «Торпедо» почало прогресувати і за підсумками сезону 2013–14 зайняло третє місце в чемпіонаті ФНЛ, забезпечивши собі участь у стикових матчах за право грати в Прем'єр-лізі. Перший стиковий матч з 14-ю командою РФПЛ — самарськими «Крильями Совєтов» — відбувся 18 травня 2014 на стадіоні в підмосковному Раменському і закінчився з рахунком 2:0 на користь чорно-білих. 22 травня 2014 «Торпедо» зіграло внічию в матчі-відповіді і за сумою двох матчів повернулося в Прем'єр-лігу через 8 років [4].
Сезон 2014–15 почався для «Торпедо» дуже невдало. У першому турі клуб зазнав поразки 1:4 від ЦСКА, а в другому — жахливий розгром від «Зеніту» 1:8. З одного боку, можна частково виправдати ці невдачі волею календаря, який звів «Торпедо» у стартових матчах відразу з обома лідерами, з іншого — явно помітний невисокий клас команди і окремих гравців.

## Титули та досягнення
- Чемпіон СРСР (3): 1960, 1965 і 1976 (о)
- Кубок СРСР (6): 1949, 1952, 1960, 1968, 1972 та 1986
- Кубок Росії (1): 1993
- Турнір дублерів чемпіонату СРСР
- Чемпіон (2) 1959, 1975
- Кубок сезону
- Срібний призер 1987
- Перший дивізіон ПФЛ / Першість ФНЛ
- Бронзовий призер (1): 2014
- Першість Професійної футбольної ліги
- Чемпіон (1): 2010 (зона «Центр»)
- Кубок ФНЛ
- Фіналіст (1): 2014
- Аматорська футбольна ліга
- Чемпіон (1): 2009 (група «А» зони «Москва»)

Регіональні та ранні змагання[ред. | ред вікі-текст]
- Чемпіонат Москви
- Чемпіон (1 раз): 1944.
- Срібний призер (5 разів): 1931, 1933, 1934 (осінь), 1935 (осінь), 1941 (осінь)
- Бронзовий призер (2 рази): 1930, 1934 (весна).
- Кубок Москви
- Володар (2 рази): 1943, 1944 (дублюючий склад команди майстрів)
- Кубок ВЦРПС
- Володар (3 рази): 1932, 1944, 1945
- Перша ліга СРСР з футболу
- Срібний призер 1936 (весна)

Іноземні турніри[ред. | ред вікі-текст]
- Кубок Французької спортивного союзу робітників
- Переможець 1938
- Trofeo conde de fenosa la coruna (Іспанія)
- Переможець 1971

Trofeo Ciudad de vego (Іспанія)
- Бронзовий призер 1977

Trofeo Cludad de Santander (Іспанія)
- Срібний призер 1971

Trofeo Vila de Madrid (Іспанія)
- Срібний призер 1975

Trofeo Costa del Sol (Іспанія)
- Бронзовий призер 1976

Ciutat de Lleida Trophy (Іспанія)
- Переможець 1991

Brugse Mette (Бельгія)
- Переможець 1989

Pinatar Cup (Міжнародний турнір )
- Переможець 2015

Інші турніри
Негаснущие зірки
- Переможець 2011, 2013
- Срібний призер 2004
- Бронзовий призер 2016

Футбольні призи
- Великого рахунку: 1964
- Справедливої гри: 1981
- Гроза авторитетів: 1987
- Кубок прогресу: 1976 (о)
- Приз імені Григорія Федотова: 1961, 1962 та 1964
- Двома складами: 1959
- За найкращу різницю м'ячів: 1976(о)
- За найкрасивіший гол сезону: 1965, 1966, 1970, 1985, 1991
- Найкращому новачкові: 1988
- Найкращі дебютанти сезону: 1967, 1968 (2 рази), 1970, 1972, 1973, 1974 (2 рази), 1975 (3 рази)
- Приз «Воротар року» імені Льва Яшина: 1965, 1967, 1970, 1981, 1991, 1993
- Футболіст року в СРСР: 1964, 1965, 1967, 1968
- Приз Держкомспорту СРСР для дублерів: 1959, 1975

## Відомі гравці
- Григорій Балаба
- Леонід Буряк
- Валерій Воронін
- Авґустін Ґомес
- Геннадій Гусаров
- Валентин Іванов
- Анзор Кавазашвілі
- Віктор Маслов
- Микола Морозов
- Петро Петров
- Олександр Пономарьов
- Едуард Стрєльцов
- Віктор Шустіков
- Дмитро Соколов

### Найбільше ігор у чемпіонаті СРСР
| Місце | Футболіст            | Ігри | Роки виступів        |
| ----- | -------------------- | ---- | -------------------- |
| 1.    | Віктор Шустіков      | 427  | 1958—1972            |
| 2.    | Сергій Пригода       | 325  | 1976—1988            |
| 3.    | Олександр Полукаров  | 319  | 1980—1991            |
| 4.    | Володимир Юрін       | 304  | 1970—1980            |
| 5.    | Валентин Іванов      | 286  | 1953—1966            |
| 6.    | Сергій Петренко      | 276  | 1974—1985            |
| 7.    | Леонід Пахомов       | 261  | 1967—1976            |
| 8.    | Василь Жупіков       | 255  | 1977—1985            |
| 9.    | Віктор Круглов       | 231  | 1975—1981, 1984—1986 |
| 10.   | Володимир Бутурлакін | 259  | 1970, 1972—1980      |

### Найбільше забитих м'ячів у чемпіонаті СРСР
| Місце | Футболіст            | Голи | Роки виступів        |
| ----- | -------------------- | ---- | -------------------- |
| 1.    | Валентин Іванов      | 124  | 1953—1966            |
| 2.    | Едуард Стрєльцов     | 100  | 1954—1958, 1965—1970 |
| 3.    | Олександр Пономарьов | 83   | 1945—1950            |
| 4.    | Геннадій Гусаров     | 67   | 1957—1962            |
| 5.    | Георгій Жарков       | 63   | 1939—1940, 1945—1951 |

## Уболівальники
«Торпедо» за масовістю фанатського руху поступається в Москві «Спартаку», ЦСКА, «Динамо» та «Локомотиву». Після 2008 року команда бовтається в нижчих дивізіонах, що негативно впливає на її популярність. Провідне угрупування ультрас має назву «Захід-5» (рос. Запад-5).
Датою зародження організованого фан-руху вважають 2 травня 1981 року, коли відбувся організований виїзд вболівальників до Києва на гру чемпіонату проти «Динамо». Фанати видавали власний журнал «Bulldog».
Друзі — вболівальники «Спартака», неприятелі — фани столичних «Динамо», «Локомотива» та ЦСКА.
Серед відомих уболівальників:
- Аркадій Арканов — письменник
- Козлов Олексій Семенович — композитор
- Ніконов В'ячеслав Олексійович — історик, політик
- Папанов Анатолій Дмитрович[9] — актор
- Расторгуєв Микола В'ячеславович — співак
- Харламов Валерій Борисович[10] — хокеїст

## Виноски
1. ↑  Під назвою «Торпедо-Лужники-Москва» клуб виступав лише в одному матчі проти «Аланії», який завершився внічию 2:2.
2. ↑  Кубок чемпіонів європейських країн 1966/67 (klisf.info)(рос.)
3. ↑  Илле А. Футбольный фанатизм в России: Фан-движение и субкультура футбольных фанатов // Молодежные движения и субкультуры Петербурга. — СПб., 1999. — С. 154-173.
4. 1 2  Столичные фанаты (fcspartak-ru.narod.ru) (рос.)
5. ↑  Клуб болельщиков ФК «Торпедо» Москва (torpedo.ru) (рос.)
6. ↑  bulldog.tut.su (рос.)
7. ↑  12 игрок. Друзья. «Спартак и Торпедо — Гордость России». Василий Петраков. Выпуск №1 (youtube.com) (рос.)
8. ↑  Открытое письмо. Спасти «Торпедо»! Сохранить легенду нашего футбола! (Советский спорт, 25.11.2008)
9. ↑  Футбольная драма: как легендарному "Торпедо" вернуться из небытия (рос.)
10. ↑  Харламов Б. С. Как рассказать мне о Валерии // Три скорости Валерия Харламова / Сост. Б. М. Левин. — М.: Физкультура и спорт, 1984. — С. 24.